# Krzysztof Kamiński (ur. 1990)
Krzysztof Kamiński (ur. 26 listopada 1990 w Nowym Dworze Mazowieckim) – polski piłkarz grający na pozycji bramkarza w polskim klubie Pogoń Szczecin.

## Przebieg kariery

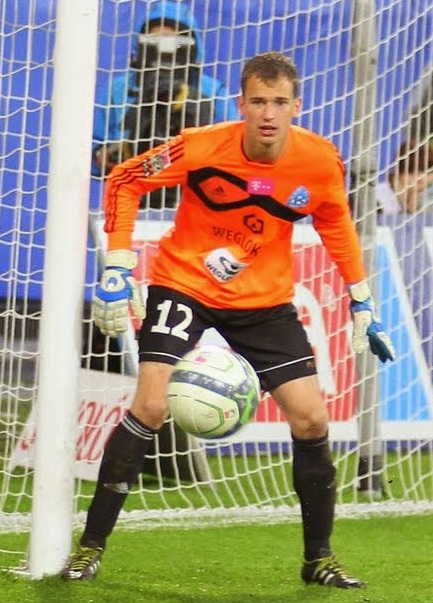
Krzysztof Kamiński jako zawodnik Ruchu Chorzów (2014)

W lipcu 2012 trafił do Ruchu Chorzów. W 2014 zdobył z Ruchem brązowy medal mistrzostw Polski 2013/2014, dający kwalifikację do udziału w rozgrywkach Ligi Europy UEFA. W tych rozgrywkach Ruch doszedł do IV rundy eliminacji. Kamiński wystąpił we wszystkich meczach i trzy razy nie puścił gola.
W styczniu 2015 podpisał kontrakt z japońskim klubem Júbilo Iwata. Po pierwszym sezonie w nowym klubie wywalczył awans z J2 League do J1 League, czyli najwyższej ligi rozgrywek piłkarskich w Japonii. W swoim pierwszym sezonie rozegrał 41 spotkań. W sezonie 2016 Kamiński bronił bramki Júbilo Iwata w 20 meczach. W maju doznał kontuzji pachwiny, która wykluczyła go z rozgrywek na kilka miesięcy. Po wyleczeniu urazu wrócił do składu i rozegrał wszystkie spotkania, aż do końca sezonu. Rok 2017 Kamiński również rozpoczął w bramce Júbilo. Swój trzeci sezon w Japonii zakończył z nominacją do nagrody najlepszego bramkarza w J.League. Duży wpływ miała na to najmniejsza liczba straconych bramek wśród wszystkich klubów japońskiej Ekstraklasy. Júbilo zakończyło sezon 2017 na 6. miejscu. Od początku 2018 w dalszym ciągu był pierwszym bramkarzem w swojej drużynie i nie wystąpił jedynie w meczach z Vissel Kobe oraz Nagoyą Grampus.
6 lutego 2020 podpisał, ważny do czerwca 2022, kontrakt z Wisłą Płock. W lutym 2021 kontrakt został przedłużony o kolejne trzy lata, do 2024 roku. W maju 2024 podpisał kontrakt z Pogonią Szczecin.

## Życie prywatne
W styczniu 2018 roku Kamiński wziął ślub z Natalią Grębowicz, która od 2015 roku prowadzi bloga o Japonii Miss-Gaijin.pl. W październiku 2020 roku parze urodził się syn Hugo.